# Radiación terrestre
La radiación terrestre es la radiación térmica  emitida por la Tierra como consecuencia de su temperatura. Todos los  cuerpos negros a una temperatura determinada emite radiación hacia su entorno y absorbe radiación de éste. La distribución de la energía viene dada por  la ley de radiación térmica de Planck, la ley de desplazamiento de Wien da la frecuencia de radiación emitida más probable y la ley de Stefan-Boltzmann da el total de energía emitida por unidad de tiempo y superficie emisora. Esta energía depende de la cuarta potencia de la temperatura absoluta.
La aplicación de la Ley de Planck a la Tierra con una temperatura superficial de unos 288 K (15 °C) nos lleva a que el 99% de la radiación emitida está entre las longitudes de onda 3 μm y 80 μm y su máximo de acuerdo a la ley de desplazamiento de Wien ocurre a 10 μm. La estratosfera de la Tierra con una temperatura entre 210 y 220 K radia entre 4 y 120 μm con un máximo a las 14,5 μm.
La atmósfera de la Tierra constituye un importante filtro pues la hace opaca a toda radiación infrarroja de longitud de onda superior a los 24 μm, ello no afecta a la radiación solar pero sí a la energía térmica emitida por la Tierra que llega hasta las 40 μm y que es absorbida. A este efecto se conoce como efecto invernadero.
Los fotones según su energía o longitud de onda son capaces de:
- Fotoionizar la capa externa de electrones de un átomo (requiere una longitud de onda de 0,1 μm.
- Excitar electrones de un átomo a una capa superior (requiere longitudes de onda entre 0,1 μm y 1 μm).
- Disociar una molécula (requiere longitudes de onda entre 0,1 de μm y 1 μm).
- Hacer vibrar una molécula (requiere longitudes de onda entre 1 μm y 50 μm).
- Hacer rotar una molécula (requiere longitudes de onda mayores que 50 μm).

La energía solar tiene longitudes de onda entre 0,15 μm y 4 μm por lo que puede ionizar un átomo, excitar electrones, disociar una molécula o hacerla vibrar.
La energía térmica de la Tierra (radiación infrarroja) se extiende desde 3 μm a 80 μm por lo que sólo puede hacer vibrar o rotar moléculas.
- Datos: Q6096084